# Batallón Netzah Yehuda
El 97.° Batallón Netzah Yehuda (en hebreo: גדוד נצח יהודה) (transliterado: Gdud Netzah Yehuda) es una unidad de infantería de las Fuerzas de Defensa de Israel también conocido como Nahal Haredi. Desde 1948, los judíos ultra-ortodoxos estaban exentos de hacer el servicio militar mientras estudiaban en las academias talmúdicas, las yeshivot. Algunas de las razones por las cuales los judíos ultra-ortodoxos se negaban a hacer el servicio militar eran la no adaptación de las Fuerzas de Defensa de Israel a sus necesidades religiosas, la falta de comida kosher, el contacto entre hombres y mujeres y el poco tiempo dedicado al estudio de la Torá. La insignia de la unidad es la cabeza de un león rodeada por dos alas, y su gorra es de color camuflaje. El batallón es uno de los más controvertidos del ejército israelí por sus numerosos casos de violencia contra civiles palestinos.

## Historia de la unidad

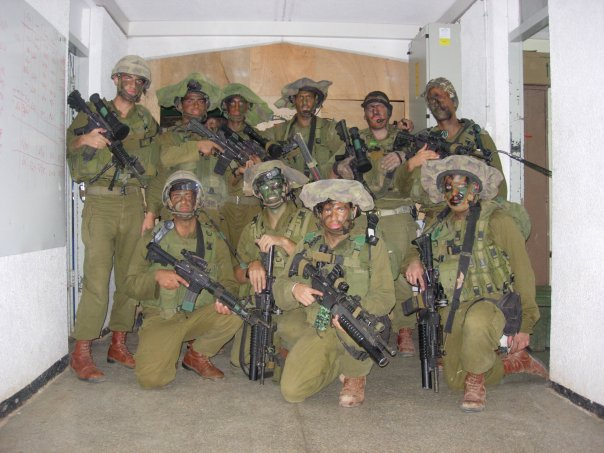
Miembros del batallón Netzah Yehudah.

La unidad se estableció en el año 1999 como un batallón experimental de la brigada Nahal con la misión de intentar la integración de los jóvenes voluntarios ultraortodoxos.
El batallón recluta a jasidim de los movimientos jasídicos Jabad-Lubavitch y Breslev, a jóvenes del movimiento sionista religioso Mizrachi, y a voluntarios del extranjero, provenientes de las diferentes comunidades judías de todo el Mundo.
El 2005, todo el batallón declaró públicamente su negativa a participar en la retirada de la Franja de Gaza. El batallón Netzah Yehuda forma parte de la Brigada Kfir.
Después de su despliegue en el valle del río Jordán, el batallón operó en la zona de Yenín, cerca de Jabaliya, donde participó en varias operaciones antiterroristas. Los voluntarios del batallón Netzah Yehuda sirven tres años en las Fuerzas de Defensa de Israel. Se les ofrece formación académica durante su último año de servicio militar, para facilitar su entrada en el mercado laboral.
A finales de 2022 se decidió desplazar al batallón de Cisjordania y ubicarlo en los Altos del Golán.

### Controversias

Ejercicio de entrenamiento del batallón Netzah Yehuda.

El Batallón Netzah Yehuda es uno de los más controvertidos del ejército israelí debido a los numerosos incidentes en los que se ha visto envuelto, relacionados principalmente con su ideología ultraderechista y con historial su violencia contra los palestinos, hasta el punto de que algunos miembros del gabinete israelí han sugerido desmantelarlo. Durante sus años en servicio ha aceptado a numerosos miembros de la Juventud de las Colinas, un grupo extremista de colonos al que no se le permite la entrada en ninguna otra unidad de combate del ejército israelí.
En 2015, un soldado del batallón fue condenado a 9 meses de cárcel por torturar a detenidos palestinos con choques eléctricos después de haber sido previamente maniatados, vendados y golpeados. Otro soldado del batallón fue también condenado a 7 meses de cárcel por golpear a palestinos presos en el campamento del batallón. En 2016, un miembro del batallón fue condenado a 21 días en una prisión militar por participar en la denominada "boda del odio", en la que un grupo de colonos israelíes celebraba la muerte del niño palestino Ali Dawabsheh, de un año de edad, quemado vivo junto con sus padres en la localidad palestina de Duma. En diciembre de 2018, tres colonos fueron detenidos por la Policía de Fronteras de Israel por arrojar piedras a viviendas palestinas en Ramala. Al día siguiente, dos soldados del batallón Netzah Yehuda se enfrentaron con la policía israelí para tratar de liberar a los colonos detenidos. En enero de 2019, cinco soldados del batallón se grabaron a sí mismos golpeando a un par de prisioneros palestinos, padre e hijo, que se encontraban maniatados y con los ojos vendados en un vehículo militar. En octubre de 2019, catorce miembros del batallón fueron detenidos por atacar a un grupo de ciudadanos beduinos en una estación de servicio ubicada en la localidad árabe de Rahat en el Sur de Israel. En octubre de 2021, cuatro soldados del batallón fueron detenidos por dar una paliza y violar a un preso palestino. En enero de 2022, un grupo de soldados del batallón detuvieron a un anciano palestino de 78 años llamado Omar As'ad, lo maniataron, lo amordazaron y lo abandonaron toda la noche a la intemperie. As'ad apareció muerto a la mañana siguiente a causa de un infarto de miocardio.
El 21 de abril de 2024, el portal informativo Axios anunció que el Secretario de Estado estadounidense, Antony Blinken, ha aprobado una serie de sanciones contra el batallón que incluirán la prohibición de recibir entrenamiento, ayuda o material militar de los Estados Unidos.